# Leskia penaltis
Leskia penaltis là một loài ruồi trong họ Tachinidae.